# Stenellipsis kaszabi
Stenellipsis kaszabi es una especie de escarabajo longicornio del género Stenellipsis, tribu Acanthocinini, subfamilia Lamiinae. Fue descrita científicamente por Breuning en 1978.
La especie se mantiene activa durante los meses de enero y febrero.

## Descripción
Mide  milímetros de longitud.

## Distribución
Se distribuye por Nueva Caledonia.